# 硬刺杜鹃
硬刺杜鹃（学名：Rhododendron barbatum）为杜鹃花科杜鹃花属下的一个种。